# Space Station Silicon Valley
Space Station Silicon Valley est un jeu vidéo de plates-formes sorti en 1998 sur Nintendo 64. Le jeu est développé par DMA Design (devenu Rockstar North) et édité par Take-Two Interactive. Une version sort peu de temps après sur Game Boy Color ; puis, en 2000, le jeu est porté sur PlayStation sous le titre Evo's Space Adventures.

## Système de jeu
Le jeu se déroule dans un laboratoire des années 3000 rempli de créatures robotisées telles que des souris à roulettes, des renards équipés de réacteurs ou des hippopotames à vapeur. Le joueur incarne une puce électronique qui permet de prendre le contrôle de ces machines à partir du moment où elles sont immobilisées. Le but étant d'échapper aux attaques de bêtes agressives avant de contre-attaquer en changeant de forme pour un animal plus gros.